# Голенков, Владимир Иванович
Владимир Иванович Голенко́в (1904—1973) — машинист депо Барабинск, впоследствии — советский хозяйственный, государственный и политический деятель.

## Биография
Родился в 1914 году в семье рабочего железнодорожника станции Барабинск.
Шестнадцатилетним юношей, после окончания школы-семилетки , Владимир поступил в школу ФЗУ. Здесь он получил специальность слесаря. Год проработал в депо Барабинск. Окончил Барабинское железнодорожное училище № 1.
В 1939 году машинист В. И. Голенков депо Барабинск на паровозе СОк19-1085 установил всесоюзный рекорд пробега паровоза без забора воды, покрыв расстояние 3033 км.
В 1945—1958 годах — машинист депо Барабинск ОмЖД. Член ВКП(б).
Указом Президиума Верховного Совета СССР от 30 июня 1945 года более двух с половиной тысяч Барабинских железнодорожников были награждены орденами и медалями. Высшей награды Родины - ордена Ленина - удостоен машинист, последователь Н. А. Лунина, инженер-лейтенант тяги Владимир Иванович Голенков.
В своей работе он использовал целый комплекс различных приемов, начиная с качественного ухода за паровозом и умелой подготовки его к рейсу и кончая применением передовых методов эксплуатации машины (кольцевые рейсы, скоростная экипировка, вождение поездов без остановок для дополнительного набора воды, экономия топлива и т.д.).

 «Имея хороший уход за паровозом, увеличивая его пробег, мы одновременно успешно решаем и другую задачу: сохраняя локомотив, добиваемся, чтобы он как можно больше совершал полезной работы»,— обобщая опыт, писал Владимир Иванович в своих статьях. Впечатляющие результаты работы машиниста (паровоз В. Голенкова проходил от 350 до 450 километров в сутки и на 2—5 часов сокращал время оборота) цифры эти иллюстрировали красноречивей всего. Благодаря использованию метода В. Голенкова, вес поезда в 1951 году, по сравнению с 1947 годом, поднялся с 1963 до 2108 тонн, а пробег паровоза между плановыми видами ремонта увеличился с 42 до 53 тыс. километров. Метод барабинского машиниста был одобрен коллегией Министерства путей сообщения и рекомендован для внедрения на всей сети железных дорог. Благодаря ему только на Омской железной дороге экономилось за год до девяти млн. рублей.  
В 1947 года машинист Голенков стал депутатом Верховного Совета СССР. По разрешению министра путей сообщения поехал на первую свою сессию на паровозе СОк 1970, в короткий срок отремонтированном коллективом деповчан. 15.06.1947 Голенков В.И. доставил груз проката весом 1500 тонн на Московский автозавод имени Сталина.
За коренные усовершенствования методов производственной работы, обеспечившие достижение высоких пробегов паровозов между ремонтами, удостоен Сталинской премии третьей степени в 1952 году.
Когда началась электрификация железных дорог, В. Голенков освоил профессию машиниста электровоза и продолжал успешно трудиться, показывая высокие результаты.
20 апреля 1954 года первый поезд на электрической тяге на участке Барабинск-Чулымская провели машинист Голенков В.И. и помощник Гостев Н.П.
Избирался депутатом Верховного Совета РСФСР 2-го, 3-го, 4-го созывов.
О В. И. Голенкове написана книга И. Горбатовского «Сквозь годы, мчась».

## Признание
- Сталинская премия третьей степени (1952) — за коренные усовершенствования методов производственной работы, обеспечившие достижение высоких пробегов паровозов между ремонтами
- орден Ленина (1945)
- медали
- Отличный паровозник
- Почётный железнодорожник (дважды)
- Ударнику сталинского призыва (дважды)